# Serafim Cardoso Lucena
Serafim Cardoso Lucena (Armamar, 1869 — Antas (Porto), 1943) foi um importante anarcossindicalista do Porto.
Foi um dos principais dinamizadores do anarquismo no Porto desde o regime monárquico, durante a 1ª República e até ao Estado Novo.
Fundou e colaborou em vários periódicos na cidade.

## Biografia
Serafim Cardoso Lucena foi um dos mais importantes militantes anarcossindicalistas do Porto. Natural de Armamar, junto ao Douro, onde seu pai era feitor, passou toda a sua vida no Porto, trabalhando como manufactor de calçado, como operário primeiro, depois contramestre de oficina e finalmente com fabrico artesanal próprio, na Rua Cunha Espinheiro, nº 131, a partir de 1930. Nessa localização, onde também habitava, escondeu judeus perseguidos pelo nazismo. Figura principal, com Manuel Joaquim de Sousa, do Grupo de Propaganda Libertária que editou a sequência de semanários “A Vida”, “A Aurora” e “A Comuna”.
Terá conhecido Neno Vasco (por volta de 1900), futuro colaborador no periódico "A Aurora" e "A Comuna", quando o jovem militante entrou em contacto com um grupo do Porto em que Lucena militava e que defendia a aliança com os republicanos para derrubar a monarquia.
Em 1912, com outros libertários, terá fundado uma federação conhecida como União Geral dos Trabalhadores da Região do Norte.Onde terá ficado encarregue com a propaganda.
Em 1914, tal como Manuel Joaquim de Sousa e Neno Vasco, e outros anarquistas do Porto, seguiu a linha antibelicista de Malatesta contra a participação e tomada de posição na 1ª Guerra Mundial. Ao contrário dos anarquistas de Lisboa, que se aproximaram dos "anarquistas aliadófilos" que defendiam o manifesto de Kropotekine em prol das forças Aliadas face à invasão Alemã. 
Durante o "Congresso Anti-guerreiro do Ferrol", que ocorreu em 1915, representou a União Operária Nacional juntamente com Manuel Joaquim de Sousa, António Alves Pereira e Aurélio Quintanilha da Juventude Sindicalista.
Tem biografias publicadas em “A Ideia”, 36/37, 1985; e em Edgar Rodrigues, “A Oposição Libertária em Portugal”, 1982.
Morreu em 1943 (?), na sua casa, na Rua da Cunha Espinheira, 131 nas Antas (Porto).